# FC Augsburg
FC Augsburg, "FCA", tidigare BC Augsburg, tysk fotbollsklubb i Augsburg, grundad 1907. Föregångaren BC Augsburg spelade i högstaserien under 1950-talet men efter att Bundesliga införts 1963 dröjde det till 2011 innan klubben åter spelade i högstaligan där klubben etablerat sig med det bästa resultatet säsongen 2013–2014.

## Historia
FC Augsburg grundades 1907 som FC Alemannia Augsburg och döptes enare om till BC Augsburg. Efter andra världskriget spelade klubben i Oberliga Süd – en av Tysklands regionala högstaligor. I slutet av 1950-talet kom Helmut Haller fram som storstjärna i klubben. 1963 lyckades inte klubben ta en plats i Bundesliga och stannade istället kvar i vad som blev ny andradivision.
1969 slog sig BC Augsburg i och med TSV Schwaben Augsburg och bildade dagens FC Augsburg. Målet var att samla fotbollen i Augsburg för en storsatsning mot eliten. 
Helmut Haller skapade en stor fotbollseufori för klubben när han 1973 gjorde comeback efter framgångsrika år i Italien. En ny storhetstid följde där Augsburg var ytterst nära att ta sig till Bundesliga, men förlorade kampen mot Tennis Borussia Berlin med endast en poäng i kvalserien. 
2011 kvalificerade sig FC Augsburg för första gången för spel i Bundesliga.

## Plantskolan Augsburg
Klubben har varit mycket framgångsrik på ungdomssidan. Augsburg har blivit tyska cupmästare för ungdomar fyra gånger och är en av de mest framgångsrika klubbarna i cupturneringen. Flera landslagsspelare har i sin ungdom spelat i Augsburg, bland andra Karlheinz Riedle och Bernd Schuster.

## Spelare

### Truppen
Korrekt per den 14 augusti 2024
| 1  | Tyskland | Finn Dahmen       | 27 mars 1998    | Mainz 05 (-23)   |
| 22 | Kroatien | Nediljko Labrović | 10 oktober 1999 | Rijeka (-24)     |
| 25 | Tyskland | Daniel Klein      | 13 mars 2001    | Hoffenheim (-21) |

| 2  | Polen         | Robert Gumny         | 4 juni 1998      | Lech Poznan (-20)       |
| 3  | Danmark       | Mads Pedersen        | 1 september 1996 | Nordsjælland (-19)      |
| 4  | England       | Reece Oxford         | 16 december 1998 | West Ham United (-19)   |
| 6  | Nederländerna | Jeffrey Gouweleeuw   | 10 juli 1991     | AZ (-16)                |
| 13 | Grekland      | Dimitrios Giannoulis | 17 oktober 1995  | Norwich City (-24)      |
| 19 | Tyskland      | Felix Uduokhai       | 9 september 1997 | Wolfsburg (-19)         |
| 23 | Tyskland      | Maximilian Bauer     | 9 februari 2000  | Greuther Fürth (-22)    |
| 31 | Tyskland      | Keven Schlotterbeck  | 28 april 1997    | Freiburg (-24)          |
| 40 | USA           | Noahkai Banks        | 1 december 2006  | FC Augsburg             |
| -  | Tyskland      | Marius Wolf          | 27 maj 1995      | Borussia Dortmund (-24) |

| 8  | Kosovo   | Elvis Rexhbecaj   | 1 november 1997  | Wolfsburg (-22)           |
| 10 | Tyskland | Arne Maier        | 8 januari 1999   | Hertha Berlin (-21)       |
| 14 | Japan    | Masaya Okugawa    | 14 april 1996    | Arminia Bielefeld (-23)   |
| 16 | Schweiz  | Ruben Vargas      | 5 augusti 1998   | Luzern (-19)              |
| 17 | Kroatien | Kristijan Jakić   | 14 maj 1997      | Eintracht Frankfurt (-24) |
| 18 | Tyskland | Tim Breithaupt    | 7 februari 2002  | Karlsruhe (-23)           |
| 24 | Finland  | Fredrik Jensen    | 9 september 1997 | Twente (-18)              |
| 27 | Belgien  | Arne Engels       | 8 september 2003 | Club Brugge (-23)         |
| 30 | Tyskland | Niklas Dorsch     | 15 januari 1998  | Gent (-21)                |
| 36 | Tyskland | Mert Kömür        | 17 juli 2005     | FC Augsburg               |
| 42 | Tyskland | Mahmut Kücüksahin | 7 april 2004     | FC Augsburg               |
| 44 | Tyskland | Henri Koudossou   | 3 september 1999 | Pullach (-20)             |

| 7  | Tyskland       | Yusuf Kabadayi  | 2 februari 2004   | Bayern München (-24) |
| 9  | Kongo-Kinshasa | Samuel Essende  | 23 januari 1998   | Vizela (-24)         |
| 11 | Frankrike      | Nathanaël Mbuku | 16 mars 2002      | Stade Reims (-23)    |
| 15 | Benin          | Steve Mounié    | 29 september 1994 | Stade Brest (-24)    |
| 21 | Tyskland       | Phillip Tietz   | 9 juli 1997       | Darmstadt 98 (-23)   |
| 37 | Bulgarien      | Lukas Petkov    | 1 november 2000   | FC Augsburg          |

### Utlånade spelare
| Nr | Land      | Pos | Namn                                         |
| -- | --------- | --- | -------------------------------------------- |
|    | Kroatien  | F   | David Colina (i Vejle till 30 juni 2025)     |
|    | Kroatien  | A   | Dion Beljo (i Rapid Wien till 30 juni 2025)  |
|    | Frankrike | A   | Irvin Cardona (i Espanyol till 30 juni 2025) |

| Nr | Land     | Pos | Namn                                             |
| -- | -------- | --- | ------------------------------------------------ |
|    | Tyskland | F   | Lasse Günther (i Karlsruhe till 30 juni 2025)    |
|    | Tyskland | MV  | Marcel Lubik (i Tychy till 30 juni 2025)         |
|    | Ghana    | F   | Patric Pfeiffer (i Young Boys till 30 juni 2025) |

### Kända spelare
- Helmut Haller
- Bernd Schuster
- Raimond Aumann
- Ulrich Biesinger
- Karlheinz Riedle
- Armin Veh
- Edmond Kapllani
- Milan Petržela

## Kända tränare
- Armin Veh
- Max Merkel